# Joaquín María Peñuela de la Cobiella
Joaquín María Peñuela de la Cobiella (Jerez de la Frontera, Cádiz, 11 de enero de 1902-Madrid, 5 de noviembre de 1969) fue un orientalista (asiriólogo) jesuita español.

## Biografía
Primogénito del profesor y director de colegio Joaquín Peñuela Padilla y de Concepción de la Cobiella Bocarando, quedó huérfano de padre a los diez años y con seis hermanos. Ingresó en el internado jesuita de El Puerto de Santa María, donde destaca como estudiante, sin descuidar sus estudios de piano. Allí coincide con Manuel Halcón, Jesús Pabón y Francisco Javier Sánchez-Dalp, futuros novelista, historiador y artista respectivamente. También conoce allí a Julián Pemartín Sanjuán, futuro escritor y político falangista. 
Finaliza en Cádiz la carrera de piano con la máxima calificación y ya bachiller, ingresó el 23 de junio de 1917 en el noviciado de la Compañía de Jesús de Cartuja (Granada). Se ordenó sacerdote probablemente en Colegio Máximo de Oña (Burgos) el 29 de julio de 1931. Se doctoró en Filosofía y Teología por la Universidad Gregoriana (Roma), y perfeccionó en el Pontificio Instituto Bíblico y en la estatal Scuola Orientale de la Università degli Studi de Roma (1933-1934) unos estudios de lenguas semíticas que había iniciado privadamente. Los seis años siguientes se dedicó a preparar en la Universidad de Berlín su doctorado en Filología Oriental en contacto con eminentes asiriólogos alemanes; leyó su tesis en 1941 y enseñó Instituciones y Cultura Árabes en la Universidad de Granada. Fue el primero en España en impartir un curso monográfico de lengua y literatura acadias. 
En 1945 ya tenía un tercer doctorado asiriológico por la Universidad de Madrid y fue nombrado jefe de la Sección del Oriente Próximo del Instituto Arias Montano (CSIC), en cuya revista Sefarad publicó no pocos artículos. Obtuvo una más que escasa beca del Ministerio de Asuntos Exteriores para ir a Londres (1947-1949) con el propósito de investigar las inscripciones asirias de Salmanasar III en el Museo Británico; sufragó el resto del dinero necesario con sus escasos ahorros, pero las inscripciones habían sido trasladadas a causa de la guerra a un lugar secreto y solo le dieron permiso para contemplarlas en 1949. Mientras consultó las bibliotecas londinenses y dio conferencias. En 1959 logró introducir los estudios asiriológicos en la Facultad de Filosofía y Letras de Madrid. Allí enseñó su especialidad durante nueve años hasta que falleció el 5 de noviembre de 1969. Entre sus discípulos tuvo a Ángel R. Garrido.

## Obras
- Artículos en la revista Sefarad
- Horas de sol: poesías, Madrid: Gráficas González, 1947